# Brian Hayes Currie
Brian Hayes Currie (* 1961) ist ein US-amerikanischer Schauspieler, Drehbuchautor und Filmproduzent.

## Leben
Currie tritt seit 1992 als Schauspieler in kleinen Rollen in Erscheinung und war bis zuletzt im Jahr 2018 in mehr als Dutzend Produktionen zu sehen. 2006 war er mit Two Tickets to Paradise erstmals als Drehbuchautor wahrnehmbar. Danach war er an der Drehbuchentwicklung zu Green Book – Eine besondere Freundschaft beteiligt, wofür er 2019 gemeinsam mit Nick Vallelonga und Peter Farrelly den Oscar in der Kategorie bestes Originaldrehbuch erhielt. Diese Produktion war zugleich der erste Film, an dem er auch als Produzent beteiligt war. Hierfür gewann er auch den Oscar in der Kategorie bester Film. 
Currie ist, infolge seiner Tätigkeit in einem Nachtclub, mit Nick Vallelonga befreundet und laut eigener Aussage war es Currie, der dem späteren Regisseur und Mitautor Peter Farrelly die ursprünglich von Vallelonga stammende Geschichte für Green Book – Eine besondere Freundschaft vorstellte.
Gemeinsam mit Farrelly schrieb Currie auch das Drehbuch zu The Greatest Beer Run Ever (2022).